# WOW (Nakanoまるのアルバム)
『WOW』（ワオ）は、Nakanoまるの1stミニ・アルバム。2019年8月28日に花とポップスから発売された。

## 概要
1stアルバム『MOM』より約1年9ヶ月ぶりの全国流通リリース。アルバムタイトルは、レーベルの代表であるつるうちはなの「『MOM』の後に『WOW』が来たら面白いよね。」という言葉に由来している。
本作には、配信限定でリリース済みの「ドキ死」や「とっても明るい未来」の2曲を含む「人との関係性」を題材とした6曲を収録。本作について、Nakanoまるは「どの曲も伝えたいことが伝えられたと思うし、胸を張って聴いてくださいと言えることが嬉しいし、自分がどんどんオープンになってきている。この作品でやっと等身大の自分になれた気がする。」とコメントしている。
アルバムのコンセプトは2018年の夏頃より考えられており、当時は音楽業界人の出資により話が進んでいたものの、途中で立ち消えになったことにより、『MOM』と同様にクラウドファンディングによって必要な費用が集められた。
ヴィレッジヴァンガード購入者特典として「ドキ死」の劇中歌唱バージョンが収録されたCD-R、タワーレコード購入者特典として未発表曲「平成J-POP浅草編」が収録されたCD-R、ディスクユニオン購入者特典としてオリジナルキーホルダー、HMV購入者特典としてポストカードが付属する。

## 収録曲
| 全作詞・作曲: Nakanoまる、全編曲: タカユキカトー。 |                        |            |            |      |
| #                                                  | タイトル               | 作詞       | 作曲・編曲 | 時間 |
| 1.                                                 | 「とっても明るい未来」 | Nakanoまる | Nakanoまる | 2:48 |
| 2.                                                 | 「QU」                 | Nakanoまる | Nakanoまる | 3:45 |
| 3.                                                 | 「ドキ死」             | Nakanoまる | Nakanoまる | 4:41 |
| 4.                                                 | 「いかのお寿司」       | Nakanoまる | Nakanoまる | 5:08 |
| 5.                                                 | 「俺たち、クズ人間」   | Nakanoまる | Nakanoまる | 2:44 |
| 6.                                                 | 「喧嘩」               | Nakanoまる | Nakanoまる | 3:50 |
| 合計時間:                                          | 合計時間:              | 22:56      |            |      |

## 曲の解説
1. とっても明るい未来
配信限定シングル。
2. QU
Nakanoまるの旧友であり唯一の親友でもある人物に向けて書かれた楽曲[2]。「とっても明るい未来」と同時に出来た楽曲[6]。
ミュージック・ビデオも制作されており、2019年7月18日にYouTube上の公式チャンネルにて公開された。監督・撮影は森岡千織が担当[7]。
3. ドキ死
配信シングル。Nakanoまる主演映画『ドキ死』主題歌。
4. いかのお寿司
「幼い子供達が誘拐されない様に気をつけよう」[2]「差別やいじめ、セクハラがあっても絶対に生き抜いていこう」という趣旨の楽曲。歌詞は電柱に貼りつけられた「いかのおすし おかしもな」という標語に対して、「こんな場所で小さく表現されているだけでは、世間に伝わるはずがない。」と考えたことからできた[6][3]。Nakanoまるは、「幼稚園とかで歌いたい」とコメントしている[2]。
5. 俺たち、クズ人間
Nakanoまるが尊敬している女性シンガーソングライターがもう1人の友人に彼氏を寝取られてしまったという出来事と、別の男性の友人が浮気をしていたことに対して怒りを感じて書いた楽曲[2][6]。タイトルにもある「クズ人間」という言葉は、寝取った側の友人と男性の友人の発言から取られている[6]。
2019年10月27日にライブ映像を交えたミュージック・ビデオが公開された。監督は川村大輔で、川村とエドソウタによって撮影された[8]。
6. 喧嘩
Nakanoまるが元恋人と喧嘩したときに書かれた楽曲。Nakanoまるは、「軽い気持ちで聴いて、みんながハッピーになれたら良いなと思う。」とコメントしている[2]。

## 参加ミュージシャン
- Nakanoまる - Vocal, Guitar
- タカユキカトー - Guitar, Bass（＃1,3）, Programming
- マーシー（→SCHOOL←） - Drums
- 壱 - Bass（＃2,4,5,6）
- 木村綾 - Keyboard（＃2,4,5,6）
- つるうちはな（花とポップス） - Director（＃1,3）